# ワッサーマン・ボクシング
ワッサーマン・ボクシング(Wasserman Boxing) は、イングランドのボクシングプロモーション会社。前身のザウアーラント・イベント(Sauerland Event) は、1978年にウィルフリード・ザウアーラントによって設立されベルリンに本部を置いていた。2021年3月にアメリカの代理業大手ワッサーマン・メディア・グループに買収され、ワッサーマン・ボクシングが設立された。
ウィルフリードの長男であるカッレ・ザウアーラントが代表兼社長を務め、次男のニッセ・ザウアーラントがプロモーター兼副社長を務めている。チャンネル5とDAZNに試合を提供している。

## 概要

### ザウアーラント・イベント
1978年、ウィルフリード・ザウアーラントがザンビアの有力者の支援を受けて1978年9月30日にルサカでプロモーターとして初めてのイベントを開催し成功を収める。
1980年にケルンでドイツ国内の初興行を開催しこつこつと小規模な興行を重ね、オリンピックのメダリストとして初めて獲得したジョン・ムガビを海外でのプロモートを展開しつつ、グラシアノ・ロッシジャーニを初の世界王者に導く等成長をつづけていった。
1990年にザウアーラント・イベントに転機が訪れ、ヘンリー・マスケを国内のライバルプロモーターでもあるウニヴェルズム・ボックス・プロモーションとの争奪戦を制し獲得すると、アクセル・シュルツ等の若手を発掘しロッシジャーニがウニヴェルズムに引き抜かれた穴埋めと若手の補充に成功する。
上述のマスケの獲得に成功すると1990年にドイツの大手公共放送局RTLと放映権契約に成功し定期的に放送するようになり、マスケの世界王座獲得を機にザウアーラントの全盛期を迎えた。
1996年に開催されたアトランタオリンピックのボクシングドイツ代表のトレーナーを務めドイツ代表を銀メダル1、銅メダル3の計4人のメダリストに導いたウリ・ウェグナーがザウアーラントに加入するとジョー・カルザゲが対抗王者として最多防衛記録を作る中スベン・オットケ(スーパーミドル級最多防衛タイ記録を樹立し無敗で引退するまで王者であり続けた)、マルクス・バイエル(WBCを3度獲得)の2人で3団体を独占した他にオットケの引退後に台頭したアルツール・アブラハムをミドル級で10度防衛し絶対王者の実績を作り更にはスーパーミドル級でも2階級制覇を達成し、ドイツのプロボクサーがスーパーミドル級での実績を多数残した事で御家芸の地位を確立させるとマルコ・フックをクルーザー級で最多タイの防衛数を作り対抗王者にヨアン・パブロ・エルナンデス等を育て上げザウアーラントを一大帝国を作り上げ、2005年にニコライ・ワルーエフをヘビー級で世界王者に導く等多くの世界王者を輩出し名将として地位を確立させた 。
一方で2001年に長らく契約していたRTLとの放送を終了するとARDと契約し2014年にはSat.1と契約の更新を繰り返すようになり始め放映権料の収入が減り苦しくなって行く事となり、更にはザウアーラントとライバルプロモーターであったウニヴェルズムの破産で主力選手を引き継ぎ混乱を収めると2013年にウィルフリードがカッレとニッセの2人の息子に社長と代表権を譲り勇退した。
2人の息子に経営を譲った結果父が一代で帝国を築いたように中々成果が上がらず、2015年にはアメリカ進出を模索していたフックが自身のプロモーション会社を兄弟で共同成立する形で独立し(フックは独立後に王座から陥落)離脱。2016年4月には入札で勝利はしたものの、アメリカ開催になった中でアブラハムがヒルベルト・ラミレスに敗れて王座から陥落し父が築いた帝国の地位がどんどん音を立てて崩れ始めた。
2017年3月、カッレが代表としてWorld Boxing Super Seriesを旗揚げし父がSuper Six World Boxing Classicを設立したように世界一のボクシングトーナメントを複数の会社でComosa社を共同設立し世界展開を見据えた動きを見せた。
しかし肝心のドイツ国内での世界王者獲得の成果は2015年にWBA世界スーパーミドル級暫定王者になったビンセント・フェイゲンブッツと、フェイゲンブッツとのレギュラー王座決定戦でジョバンニ・デ・カロリスに敗れた事でザウアーラント・イベントが興行オプションを行使し2016年11月にタイトルを取り戻したタイロン・ツォイゲの若手2人だけに留まり、成果は著しく減少した。
2018年7月14日にツォイゲがロッキー・フィールディングに敗れドイツから世界王者が不在になる王座から陥落。イギリスを始めとする海外進出に力を入れ過ぎドイツの世界王者不在になった事態を見かねたウィルフリードが組織内部を再編し80歳の誕生日を迎える2020年2月末までの期間限定での現場復帰を表明した。2017年10月にSat.1との放送を打ち切られたザウアーラントは、新たにSport1と放映権契約を結び以前放映契約を結んでいたRTLと同様結び付きを強くする成果を出した。
しかし2019年11月ベルリン・オリンピアシュタディオンにあったトレーニング施設とザウアーラントの本社を閉鎖し売却を余儀なくされ、選手の整理解雇と並行で年末の同年12月31日には名将として名を馳せた専属トレーナーのウリ・ウェグナーを解雇した。
しかし2020年2月末までに世界王者を1人でも復活させたかったウィルフリードだったがその期限が2週間後と迫った同月15日、テネシー州ナッシュビルのブリヂストン・アリーナで頼みの綱だったフェイゲンブッツがIBF世界スーパーミドル級王者カレブ・プラントに10回2分23秒TKO負けを喫し王座を獲得出来ず敗戦。1人の世界王者を出せずウィルフリードは再度勇退する事となり、アッバス・バラオウ(スーパーウェルター級)とフィリップ・フルゴビッチ(ヘビー級)に加えデニス・ラドバンミドル級とレオン・バウアー(スーパーミドル級)、レオン・ブン(ライトヘビー級)、パトリック・ウォイチツキ(ミドル級)の6人の世界ランカー輩出と言う小さな成果に留まった。
その後単独で大きな興行を打てずかつてザウアーラントに所属していたジャック・クルカイを擁した新興のアルゴ・スポーツ主催で同年8月28日のベルリンでの共同興行に留まり、同年9月26日にミュンヘンのプラザメディア・ブロードキャスティング・センターにて無観客試合でのWorld Boxing Super Seriesクルーザー級第2シーズン決勝戦マイリス・ブリエディスVSユニエル・ドルティコスの開催がザウアーラント・イベントの最後の単独興行(ブリエディスは優勝後ザウアーラントに正式加入)となった。
2021年1月10日のクリス・ユーバンク・ジュニア獲得が最後の動きとなった。

### ワッサーマン・ボクシング
2021年3月、ザウアーラント・イベントがワッサーマン・メディア・グループに買収され、ワッサーマン・ボクシングが設立しベルリンからロンドンに本部を移転した。
同年6月、イギリス人の人気YouTuberであるKSIとパートナーシップ契約を結んで新たにボクシングプロモーション会社「Misfits Boxing」を設立した。
2022年3月2日、ワッサーマン・ボクシングとイギリスのチャンネル5とザウアーラント時代から放送権契約を持っていたSport1に代わる新たな放送権契約を発表した。
2022年10月22日、フランクフルトのファブリック・スポッツァーレで行われたIBO世界ライトヘビー級王座決定戦でザウアーラント時代に創業者のウィルフリードが期間限定復帰した時に育てた6人の世界ランカーの内の一人であるレオン・ブンがパトレイグ・マクローリーに6回1分58秒TKO負けを喫し、試合後にブンを解雇し更にこの試合でマッチメイクを手掛けたワッサーマン・ボクシングのベルリン支部長であるウォルフガン・スチッフバウアーとザウアーラント時代からゼネラルマネージャーを務めていたクリス・メイヤーを解任しベルリン支部を閉鎖、更には2017年10月から5年間契約していたSport1との放送契約を打ち切る事となり、この興行を最後にドイツで行わずイギリス国内一本に絞って行っていく事となった。

## 主な契約ボクサー

### 現契約ボクサー
- フィリップ・フルゴビッチ(マッチルーム・スポーツと共同プロモート[38])
- マイリス・ブリエディス
- アッバス・バラオウ

### 元契約ボクサー
- クリス・ユーバンク・ジュニア
- ビンセント・フェイゲンブッツ(2022年4月離脱、ペトコ・ボックス・プロモーションに移籍[39])

## ザウアーラント・イベント時代の主な契約選手
- ビンセント・フェイゲンブッツ（ワッサーマン・ボクシングと契約継続）
- クリス・ユーバンク・ジュニア(2021年1月10日契約[40]、ワッサーマン・ボクシングと契約継続)
- アッバス・バラオウ（ワッサーマン・ボクシングと契約継続）
- ザック・パーカー（2021年2月22日フランク・ウォーレンのクィーンズ・ベリー・プロモーションズに移籍[41]）
- フィリップ・フルゴビッチ（ワッサーマン・ボクシングと契約継続）
- ニキー・ホルツケン
- ディナ・ソルスランド（2020年10月14日MTKグローバルに移籍[42]）
- カタリーナ・タンデルズ（ワッサーマン・ボクシングと契約継続）
- アルツール・アブラハム
- タイロン・ツォイゲ（2018年8月6日離脱[43]、アルゴ・スポーツと契約[44]）
- ジョージ・グローブス
- セシリア・ブレークフス
- マルコ・フック（2015年6月10日フック・スポーツ・エンターテイメントとして独立[45]）
- ジャック・クルカイ（2018年2月16日離脱、アルゴ・スポーツと契約[46]）
- ユルゲン・ブリーマー
- ヨアン・パブロ・エルナンデス
- クブラト・プレフ
- アレクサンデル・ポベトキン
- デビッド・ヘイ
- アレハンドロ・ベリオ
- スティーブ・カニンガム
- マルクス・バイエル
- スベン・オットケ
- ロバート・ヘレニウス
- セバスチャン・シルベスター
- ヘンリー・マスケ
- ヘンリー・アキンワンデ
- エリック・スコーグランド
- アンソニー・イギット
- ジョン・ムガビ
- ノエル・ゲボール
- アクセル・シュルツ
- クララ・スヴェンソン
- リチャード・カミー